# L'Impitoyable (film, 1948)
Pour les articles homonymes, voir L'Impitoyable et Ruthless.
 (septembre 2024).
Si vous disposez d'ouvrages ou d'articles de référence ou si vous connaissez des sites web de qualité traitant du thème abordé ici, merci de compléter l'article en donnant les références utiles à sa vérifiabilité et en les liant à la section « Notes et références ».
Pour plus de détails, voir Fiche technique et Distribution.
L'Impitoyable (titre original : Ruthless) est un film américain réalisé par Edgar Georg Ulmer sorti en 1948.

## Synopsis
Le milliardaire Horace Woodruff Vending organise une réception dans l’un de ses somptueux manoirs, qu’il vient de donner, avec 25 millions de dollars, à une organisation caritative. Son ami d’enfance Vic Lambdin arrive accompagné de sa compagne Mallory Flagg, avec qui Horace est profondément impressionné, notant sa ressemblance avec Martha, dont il commence à raconter l’histoire.
Enfant, Horace avait sauvé la vie de Martha Burnside, la récupérant dans les eaux dans lesquelles elle était tombée. Venant d’une famille troublée, Horace finit par être « adopté » par les Burnside reconnaissants, de riches voisins, qui le gardent avec eux, et lui offrent des années plus tard une éducation d’excellence et l’initient aux secrets de la finance. Martha rompt ses fiançailles avec Vic à la perspective d’épouser Horace, qu’elle aime. Horace, cependant, part pour New York, où on lui a assigné un travail important, et avant de partir, il manifeste à Martha ses perplexités au sujet de leur union, lui avouant que sa seule vraie passion dans la vie est l’ambition, le désir d’en avoir de plus en plus.
À la réception d’Horace, Christa et Buck Mansfield apparaissent, qui manifestent de l’hostilité envers lui. Horace reprend le souvenir. Devenu un grand financier de Wall Street,et après avoir eu des relations amoureuses avec plusieurs femmes d’excellente famille, Horace, exploitant la bienveillance du père de sa petite amie actuelle, le riche banquier Bruce McDonald, se lance dans des affaires lucratives jusqu’à ce qu’il rencontre le ploutocrate expert Buck Mansfield, propriétaire de sociétés d’énergie et de services avec sa femme Christa. Horace commence une relation avec Christa, qui quitte son mari et apporte avec elle ses parts dans l’empire financier de Buck : c’est aussi grâce à cela qu’Horace parvient à s'enrichir davantage aux dépens de Buck, qui perd tout. Le banquier McDonald, à qui Horace refuse un prêt dont il a besoin pour sauver sa banque de la faillite, se suicide et Horace quitte Christa.
À la fin de la réception, Horace dit à Mallory qu’il l’aime et lui demande de partir avec lui. Les deux sont, avec Vic, sur la jetée non loin de la villa, où Horace devra bientôt partir sur son yacht. Buck arrive et attaque Horace : dans la bagarre, les deux finissent dans l’eau, d’où ils ne sortiront plus.

## Fiche technique
- Titre français : L'Impitoyable
- Titre original : Ruthless
- Réalisation : Edgar Georg Ulmer
- Scénario : S.K. Lauren et Gordon Kahn d'après R. de Dayton Stoddart
- Photographie : Bert Glennon
- Montage : Francis D. Lyon
- Musique : Werner Janssen
- Costumes : Don Loper
- Producteur : Arthur S. Lyons (en)
- Société de production : Eagle-Lion Films
- Pays de production :  États-Unis
- Langue originale : Anglais
- Format : Noir et blanc – 35 mm – 1,37:1 – mono (Western Electric Recording)
- Genre : Film dramatique
- Durée : 104 minutes
- Dates de sortie : 
  - États-Unis : 16 avril 1948
  - France : 20 septembre 1950

## Distribution
- Zachary Scott : Horace Vendig
- Louis Hayward : Vic Lambdin
- Diana Lynn : Martha/Mallory Flagg
- Sydney Greenstreet : Buck Mansfield
- Lucille Bremer : Christa Mansfield
- Martha Vickers : Susan Duane
- Edith Barrett : Mme Burnside
- Dennis Hoey : M. Burnside
- Raymond Burr : Pete Vending
- Claire Carleton : Bella
- Charles Evans : Bruce McDonald
- Larry Steers : Invité d'un dîner politique